# TAP3
TAP3 (Transferred Account Procedure 3) ist die Version 3 des Dateiformats der GSM Association zum Austausch von Abrechnungsdaten. Dieses Dateiformat wird hauptsächlich genutzt im Mobilfunkbereich zum Austausch von Abrechnungsinformationen für internationales Roaming. Im Gegensatz zu den Versionen 1 und 2, welche eine feste ASCII-Zeichenkodierung haben und damit direkt lesbar waren, sind TAP3-Dateien binär mit der ASN.1-Syntax kodiert und nur mit entsprechender Software les- bzw. editierbar.